# Obesotoma japonica
Obesotoma japonica är en snäckart. Obesotoma japonica ingår i släktet Obesotoma och familjen kägelsnäckor. Inga underarter finns listade i Catalogue of Life.